# Ima nade
Ima nade je sedmi studijski album jugoslovenskog i srpskog rok benda YU grupa.
Balada Dunavom šibaju vetrovi je poznata po tome što je jedna od dve pesme koje je pevao bas gitarista Žika Jelić (druga je balada Crni leptir iz 1973. godine). Refren te pesme je pevao Dragi Jelić. Pored nje, takođe je pesma Zaboravi i Mornar posebno imala veliku popularnost kod publike.

## Spisak pesama
1. Zaboravi 	3:21
2. Divlja mašina 	3:20
3. Mornar 	3:38
4. Dunavom šibaju vetrovi 	3:44
5. Ima nade 	2:47
6. Vodi me kući 	4:45
7. Moj stari bend 	3:20
8. Impuls 2:58

## Postava benda
- Dragi Jelić – gitara, vokal
- Žika Jelić – bas gitara, vokal
- Bata Kostić – gitara
- Velimir Bogdanović – bubnjevi

### Gosti
- Dragan Ilić - klavijature
- Saša Lokner - klavijature
- Nikola Čuturilo - prateći vokali
- Vladimir Golubović
- Nenad Jelić

## Spoljašnje veze
- Istorija YU grupe
- EX YU ROCK enciklopedija 1960-2006. ISBN 978-86-905317-1- Проверите вредност параметра |isbn=: length (помоћ)., Petar Janjatović.